# Seifeddine Jaziri
Pour les articles homonymes, voir Jaziri.
Seifeddine Jaziri, né le 12 février 1993 à Tunis, est un footballeur international tunisien évoluant au poste d'avant-centre avec le Zamalek SC.

## Biographie

### En équipe nationale
Le 14 novembre 2022, il est sélectionné par Jalel Kadri pour participer à la Coupe du monde 2022.
Le 3 janvier 2024, il est convoqué pour la coupe d'Afrique des nations 2023 qui se déroule en Côte d'Ivoire, à la suite de l'absence de Mortadha Ben Ouanes. 

## Palmarès

### En clubs
- Championnat de Tunisie (1) : 2015
- Championnat d'Égypte (2) : 2021 et 2022
- Coupe d'Égypte (2) : 2021 et 2025
- Coupe de la confédération (1) : 2024
- Supercoupe de la CAF (1) : 2024

### En sélection
- Coupe Kirin (1) : 2022
- Coupe arabe des nations (0) : finaliste en 2021

## Distinctions personnelles
- Soulier d'or de la Coupe arabe de la FIFA 2021 (4 buts)[3]